# 新居屋站
新居屋站（日语：／ Niiya eki */?）是位於愛知縣海部郡甚目寺町新居屋茶屋（即現時愛知縣海部市新居屋茶屋），名古屋鐵道津島線的車站。
車站位於甚目寺站至七寶站之間（七寶站以東約700米附近）。此站沒有歷史痕蹟，路軌內的地方較廣寬。

## 歷史
在名古屋電氣鐵道枇杷島橋站（現時：枇杷島分岔點）至須口站至新津島站（現時：津島站）之間啟用約半年後才設置此站。
- 1914年（大正3年）7月3日 - 名古屋電氣鐵道津島線車站啟用[2]。
- 1921年（大正10年）7月1日 - 在路線轉讓下，變為名古屋鐵道津島線車站。
- 1944年（昭和19年） - 車站暫停使用。
- 1969年（昭和44年）4月5日 - 車站廢除。

## 使用狀況
- 在中提及在1922年度，當時一年乘車人次為42,413人，下車人次為45,589人[1]。

## 相鄰車站
名古屋鐵道
津島線
甚目寺－新居屋－七寶

## 注腳
1. 1 2  甚目寺町史編纂委員会（編）. . 甚目寺町. 1975: 12 （日语）.
2. ↑  「輕便鐵道停留場設置」《官報》1914年7月16日（國立國會圖書館數碼化資料）